# Euseius neococciniae
Euseius neococciniae är en spindeldjursart som först beskrevs av Gupta 1978.  Euseius neococciniae ingår i släktet Euseius och familjen Phytoseiidae. Inga underarter finns listade i Catalogue of Life.